# Yiwu
Yiwu (xinès simplificat: 义乌; xinès tradicional: 義烏; pinyin: Yìwū) és una ciutat de la província de Zhejiang. Des del 1982 ha sigut un lloc de comerç important, arribant a ser el lloc des d'on s'exporten els objectes barats xinesos arreu del món.

## Història
El 220 aC, la població va ser fundada. La feina de venedors ambulats que venien sucre morè per plomes de pollastres ha ocupat un lloc important en l'economia del lloc fins al punt que quan la Xina es convertí en una república, hi havia una organització formada per 7.000 venedors ambulats.
Amb les reformes econòmiques de Deng Xiaoping iniciades el 1979, la ciutat va ser l'escenari dels primers mercats que floriren a l'estat xinès.
El 1982 va ser designada pel govern xinès com una "ciutat del xicotet comerç". En el temps s'ha convertit en el punt d'exportació mundial dels productes xinesos barats. El 2010 hi havia "20 grans superfícies amb 58.000 tendes que ocupen 2,6 millones de metres quadrats representant "30.000 fàbriques i 10.000 distribuïdores majoristes". És des d'aleshores la capital dels productes d'imitació falsificada.
Des del 2014 la línia de ferrocarril Yiwu-Madrid parteix de Yiwu fins a Madrid.
El 2015 hi havia una població d'1,2 milions de persones.

## Demografia
La ciutat està plena de gents estrangeres, principalment africans i d'Orient Mitjà. És considerada la ciutat més tolerant de l'estat xinès.